# Верхняя мёртвая точка
Ве́рхняя мёртвая то́чка (ВМТ) — положение поршня в цилиндре двигателя внутреннего сгорания, соответствующее максимальному расстоянию между любой точкой поршня и осью вращения коленчатого вала (условно начальное положение коленчатого вала, ноль градусов поворота кривошипа).
Относительно верхней мёртвой точки определяется угол опережения зажигания.
На маховике положение ВМТ поршня первого цилиндра обозначается либо запрессованным шариком, либо стрелкой, с надписью ВМТ. Выставить поршень в положение ВМТ можно, сопоставив отметку (шарик или надпись) со стрелкой-иглой в окне на кожухе сцепления. Коленвал двигателя следует медленно проворачивать пусковой рукояткой или специальным ключом, к этой процедуре прибегают для регулировки системы зажигания.